# Teatre Nacional Lucian Blaga de Cluj-Napoca
El Teatre Nacional Lucian Blaga (en romanès: Teatrul Naţional Lucian Blaga) de Cluj-Napoca, Romania és una de les institucions teatrals més prestigioses de Romania. El teatre comparteix el mateix edifici amb l'Òpera de Romania.

## Edifici
El teatre va ser construït entre 1904 i 1906 pels famosos arquitectes austríacs Ferdinand Fellner i Hermann Helmer, que van dissenyar diversos teatres i palaus a tot Europa a finals del segle xix i principis del segle xx, inclosos els teatres de Iaşi, Oradea, Timișoara i Chernivtsi (en romanès: Cernăuţi).
El projecte es va finançar només amb capital privat (Sandor Ujfalfy va llegar els seus dominis i finques que anaven des del Szolnok-Doboka fins al Fons Nacional del Teatre de Kolozsvár)
El teatre es va inaugurar el 8 de setembre de 1906 amb Bujdosók de Ferenc Herczeg i fins al 1919, ja que Cluj formava part del Regne d'Hongria, va ser seu del teatre nacional hongarès local (en hongarès: Nemzeti Színház). La darrera representació de la companyia hongaresa es va celebrar el 30 de setembre de 1919 i va presentar Hamlet de Shakespeare: "Horatio, estic mort".
Des de 1919, l'edifici acull el teatre nacional i l'òpera romanesa locals, mentre que el teatre i l'òpera hongaresos locals van rebre l'edifici del teatre al carrer Emil Isac, a prop del parc central i del riu someşul mic.
Després del segon arbitratge de Viena, l'edifici va tornar a ser la seu del teatre hongarès. El 31 d'octubre de 1944, els actors romanesos i hongaresos que celebraven la llibertat de la ciutat van celebrar una representació comuna, donant els ingressos als soldats ferits russos i romanesos.
La sala té una capacitat de 928 places, concebuda en estil neobarroc, amb algunes inflexions inspirades en el secessionisme a la decoració del vestíbul.

## Història

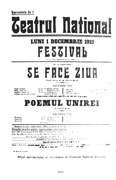
Primer material publicitari romanès, novembre de 1919

El teatre nacional romanès es va inaugurar oficialment el 18 de setembre de 1919, simultàniament amb l'òpera de Romania i l'acadèmia de música Gheorghe Dima. La representació d'inauguració, Poemul Unirei (en anglès: The Unification Poem) de Zaharia Bârsan, va tenir lloc l'1 de desembre de 1919.
El fundador del Teatre Nacional de Cluj, així com el seu primer director, va ser Zaharia Bârsan, actor, director d'escena, dramaturg i animador. Alguns dels primers membres famosos del teatre nacional són Olimpia Bârsan, Stănescu-Papa, Dem Mihăilescu-Brăila, Neamţu-Ottonel, Jeana Popovici, Stanca Alexandrescu, Ion Tâlvan, Ştefan Braborescu, etc.
Entre 1936 i 1940, la direcció de Victor Papilian va significar una obertura més profunda cap a la modernitat. En aquest període, es va crear un estudi per tal de facilitar el contacte del públic amb les modernes produccions dramàtiques. Alguns actors famosos de l'època inclouen Magda Tâlvan, Maria Cupcea, Titus Croitoru, Violeta Boitoş, Viorica Iuga, Nicolae Sasu, Gheorghe Aurelian etc.
El 1940, com a resultat del segon arbitratge de Viena, el teatre, com altres institucions romaneses, es va haver de traslladar a la part romanesa de la Transsilvània artificialment dividida. Mentre la universitat local es va traslladar a Sibiu, el teatre nacional es va traslladar a Timișoara. El desembre de 1945, al final de la Segona Guerra Mundial, quan Cluj tornava a formar part de Romania, la institució teatral va tornar a Cluj i va reiniciar la seva activitat, sota la direcció d'Aurel Buteanu.
Entre el 1948 i el 1964, encara que sota les etapes inicials del règim comunista, el teatre va aconseguir notablement mantenir els seus valors artístics. Entre els noms famosos de l'època s'inclouen Marietta Sadova, Ştefan Braborescu, Radu Stanca, Viorica Cernucan, Maia Ţipan-Kaufmann, Ligia Moga, Gheorghe M. Nuţescu, Emilia Hodiş, Gheorghe Radu, Aurel Giurumia, Alexandru Munte, Silvia Ghelan etc.
Després del 1965, quan Vlad Mugur n'era el director, el teatre es va centrar en els valors estètics, rebutjant la línia ideològica i moralitzant imposada per les cada vegada més estrictes autoritats comunistes. Les representacions es van basar en un tipus de modernisme equilibrat. En aquest període, el Teatre Nacional es va consolidar com una important institució teatral europea, a causa de les prestigioses gires artístiques a Itàlia amb representacions com Ifigènia a Tauris d'Eurípides, Calígula d'Albert Camus, Somni d'una nit d'estiu de William Shakespeare. Entre els joves famosos artistes de l'època hi havia Silvia Popovici, Valentino Dain, Melania Ursu, Valeria Seciu, George Motoi, Dorel Vişan, Anton Tauf.
Els següents directors, Ion Vlad, Maia Ţipan-Kaufmann, Petre Bucşa, Constantin Cubleşan i Horia Bădescu, van continuar intentant (i van tenir èxit amb força freqüència) evitar la censura comunista mantenint un equilibri entre els textos dramàtics nacionals i universals i entre els elements clàssics, els dramàtics i els moderns. Entre els artistes més famosos de l'època hi ha Mihai Măniuţiu, Gelu Bogdan Ivaşcu, Maria Munteanu, Ileana Negru, Miriam Cuibus, Marius Bodochi, Petre Băcioiu, Dorin Andone. En aquest període, representacions com Săptămîna luminată de M. Săulescu, The Lesson d'Eugène Ionesco i Murder in the Cathedral de TS Eliot es van representar durant diverses gires a Anglaterra, França, Iugoslàvia, Finlàndia, els EUA i Egipte.
Després de la Revolució romanesa de 1989, les representacions es van tornar més diverses i modernes. Entre els noms famosos d'aquest període s'inclouen Victor Ioan Frunză, Mihai Măniuţiu, Mona Chirilă, Anca Bradu, Th. Cristian Popescu, Liviu Ciulei, Crin Teodorescu, Lucian Giurchescu, Mircea Marosin, Sorana Coroamă-Stanca, Horea Popescu, Gheorghe Harag, Dinu Cernescu. Els directors del teatre fins al 2000 van ser, successivament, VI Frunză, Anton Tauf i Dorel Vişan.
Des del 2011, el director del Teatre Nacional de Cluj-Napoca és Mihai Maniutiu. Les representacions inclouen obres dramàtiques originals (clàssiques i modernes, romaneses i universals). Entre els principals directors d'escena hi ha Vlad Mugur, Mihai Maniutiu, Sanda Manu i Alexandru Dabija.